# Noctueliopsis pandoralis
Noctueliopsis pandoralis là một loài bướm đêm trong họ Crambidae.